# Comté de Monongalia (Virginie-Occidentale)
Pour les articles homonymes, voir Comté de Monongalia.
Le comté de Monongalia est un comté des États-Unis situé dans l’État de Virginie-Occidentale. En 2000, la population était de 81 866 habitants. Son siège est Morgantown. Le comté a été créé en 1776 et nommé à partir du nom de la rivière Monongahela.

## Villes du comté

### Municipalités
- Blacksville
- Granville
- Morgantown
- Star City
- Westover

### Autres localités
- Cassville